# Kuz'ma Petrov-Vodkin
Kuz'ma Sergeevič Petrov-Vodkin, noto anche con lo pseudonimo di Kuzma Petrov-Vodkin (in russo Кузьма Сергеевич Петров-Водкин?; Chvalynsk, 5 novembre 1878 – San Pietroburgo, 15 febbraio 1939), è stato un pittore russo.

## Biografia

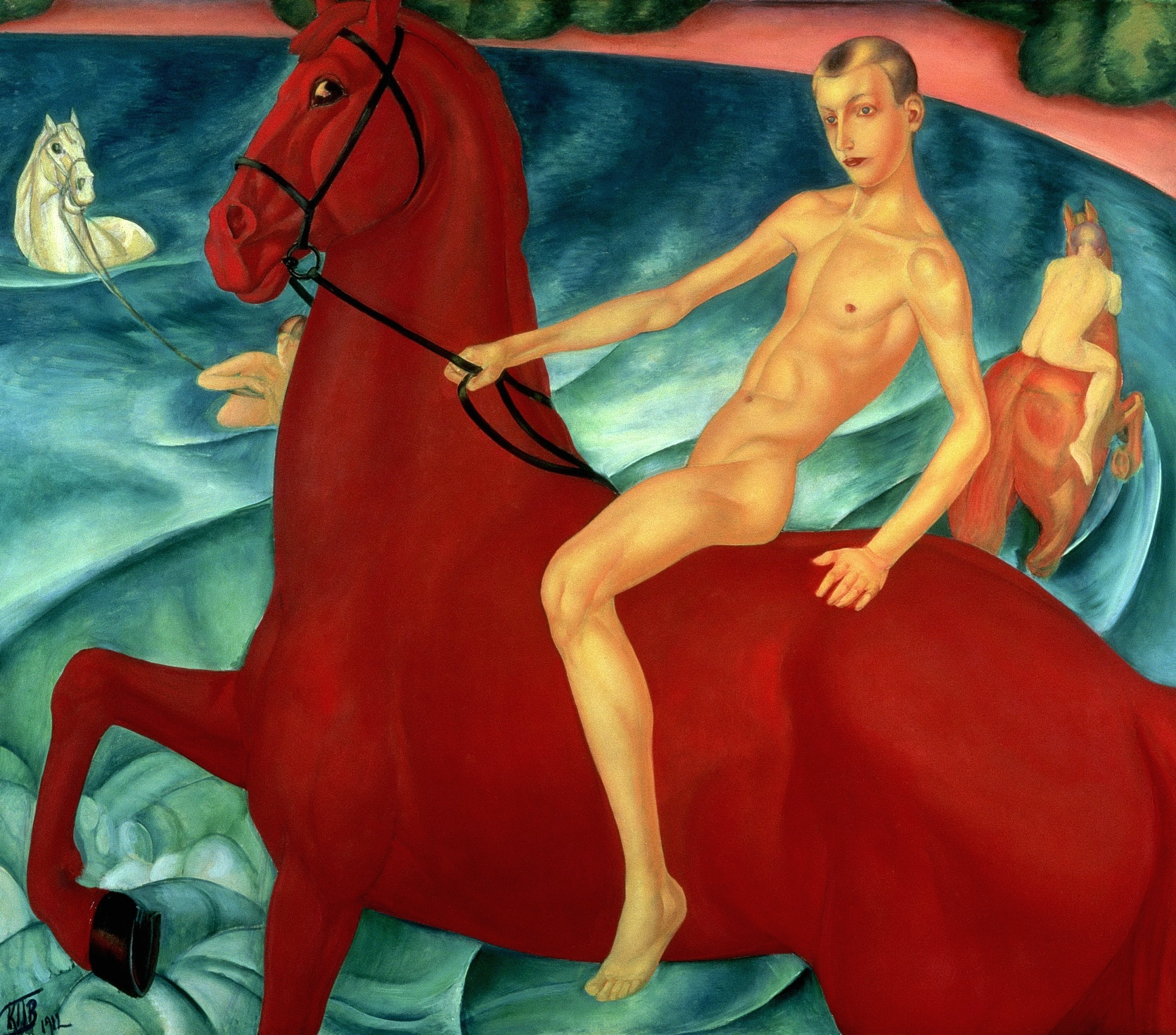
Il bagno del cavallo rosso (1912)

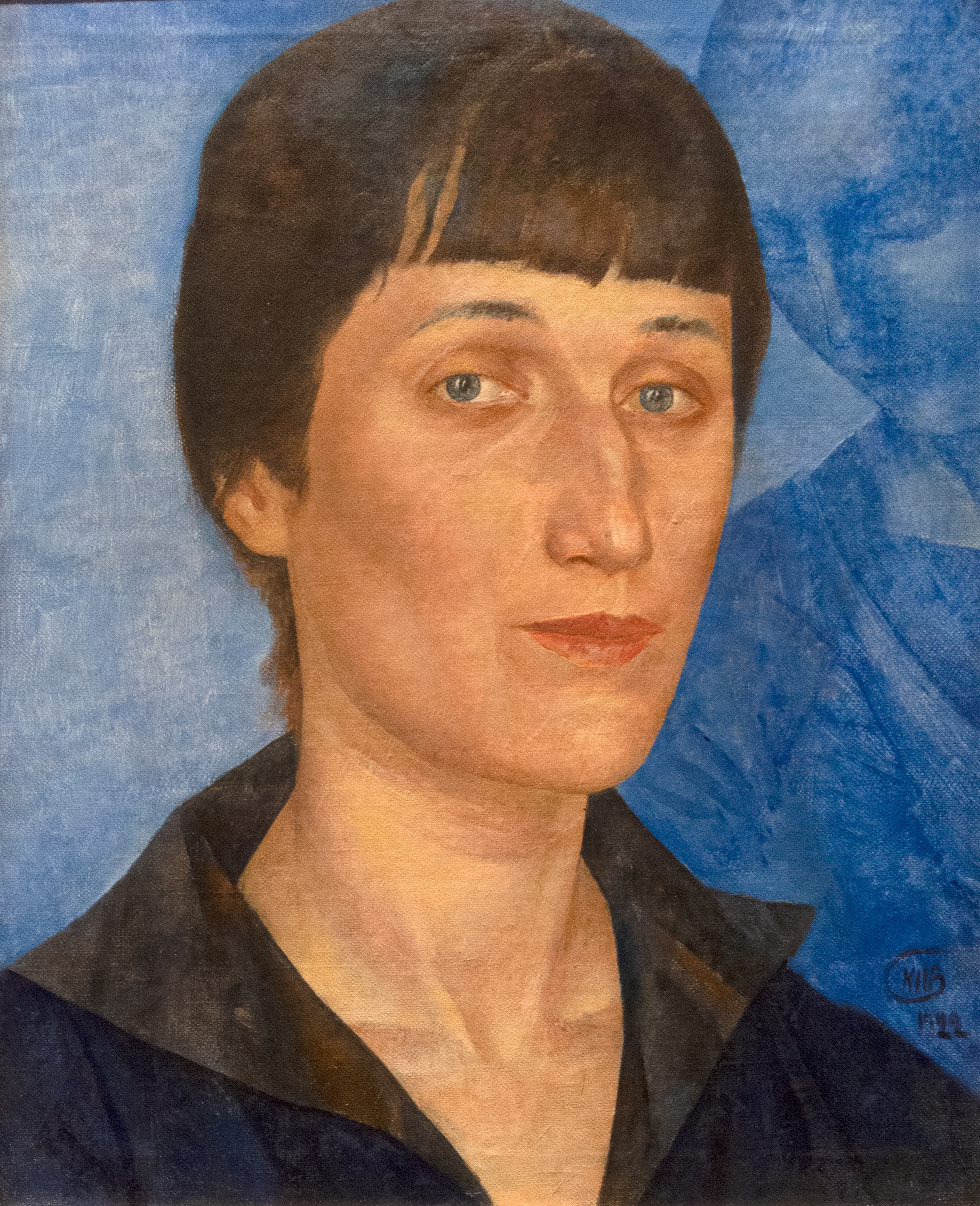
Ritratto di Anna Achmatova (1922, Museo russo)

Kuz'ma Petrov-Vodkin prese lezioni di pittura già nell'infanzia e da adolescente si trasferì dapprima a San Pietroburgo per approfondire le sue conoscenze artistiche all'Istituto Stieglitz (1895-1897) e poi a Mosca all'Istituto di Pittura, Scultura e Architettura (1897-1905), dove studiò sotto la guida di Valentin Aleksandrovič Serov e soprattutto di Konstantin Alekseevič Korovin, infine a Monaco di Baviera, seguì le lezioni del maestro Anton Ažbe.
Successivamente partecipò alle mostre dell'associazione di artisti e letterati russi denominata Mir iskusstva (Il mondo dell'arte), nelle quali si mise in evidenza con le famose opere intitolate Il sogno (1910), Ragazzi che giocano (1911, Mosca, Galleria Tret'jakov) e soprattutto Il bagno del cavallo rosso (1912), la sua opera più iconica, un simbolo dei prossimi cambiamenti sociali, dopo di che incominciò la sua carriera di insegnante alla Scuola artistica superiore di San Pietroburgo.
Dopo aver partecipato come artista alle decorazioni in omaggio alla rivoluzione d'ottobre, nel biennio 1919-1920, si unì assieme ad altri artisti per promuovere il periodico Plamja, nel quale propose, tra gli altri, il Ciclo biblico e il Primo maggio.
Nella sua prima fase creativa Petrov-Vodkin si accostò allo stile impressionista, poi si dimostrò attratto dall'arte russa antica e da quella africana, soprattutto del centro Africa; infine elaborò una sua teoria sullo spazio e sulla plasticità che cercò di sviluppare anno dopo anno.
Opere fondamentali per la sua carriera risultarono le nature morte della fine degli anni dieci, Il 1918 a Pietrogrado (1920, Galleria Tret'jakov), Dopo la battaglia (1923, presentata alla Biennale di Venezia), numerosi ritratti fino a Ragazza alla finestra (1928, Museo russo), Morte del commissario (1928, Museo centrale dell'esposizione sovietica), Allarme (1935, Museo russo).

## Opere
- Il sogno (1910);
- Ragazzi che giocano (1911, Mosca, Galleria Tret'jakov);
- Il bagno del cavallo rosso (1912, Galleria Tret'jakov);
- Ciclo biblico (1919-1920);
- Primo maggio (1919-1920);
- Il 1918 a Pietrogrado (1920, Galleria Tret'jakov);
- Dopo la battaglia (1923);
- Ragazza alla finestra (1928, Museo russo);
- Morte del commissario (1928, Museo centrale dell'esposizione sovietica);
- Allarme (1935, Museo russo).